# Mario Devandas
Mario Devandas, de nombre completo Mario Enrique Devandas Brenes (21 de octubre del 1946 – 25 de diciembre de 2020) fue un líder sindical, economista, docente universitario y político costarricense. Fue diputado a la Asamblea Legislativa de Costa Rica (1978-1982), y miembro de la Junta Directiva de la Caja Costarricense del Seguro Social como representante de los sindicatos (2014 – 2018 y 2018- 2020), siendo un referente del movimiento social y sindical costarricense.

## Biografía
Desde muy joven se unió a los movimientos sociales municipales contra la corrupción y en crítica de los problemas de vivienda, uniéndose más tarde a las luchas sindicales nacionales, fundando la Federación Nacional de Trabajadores del Sector Público (FENATRAP) y ayudando a fundar la Confederación Unitaria de Trabajadores, 
Fue cofundador del Partido Socialista de Costa Rica, en la que el fue elegido diputado para la legislatura 1978-1982 dentro de la Coalición Pueblo Unido, con la cual fue electo, continuando su activismo social.